# Museum Le sous-marin Flore

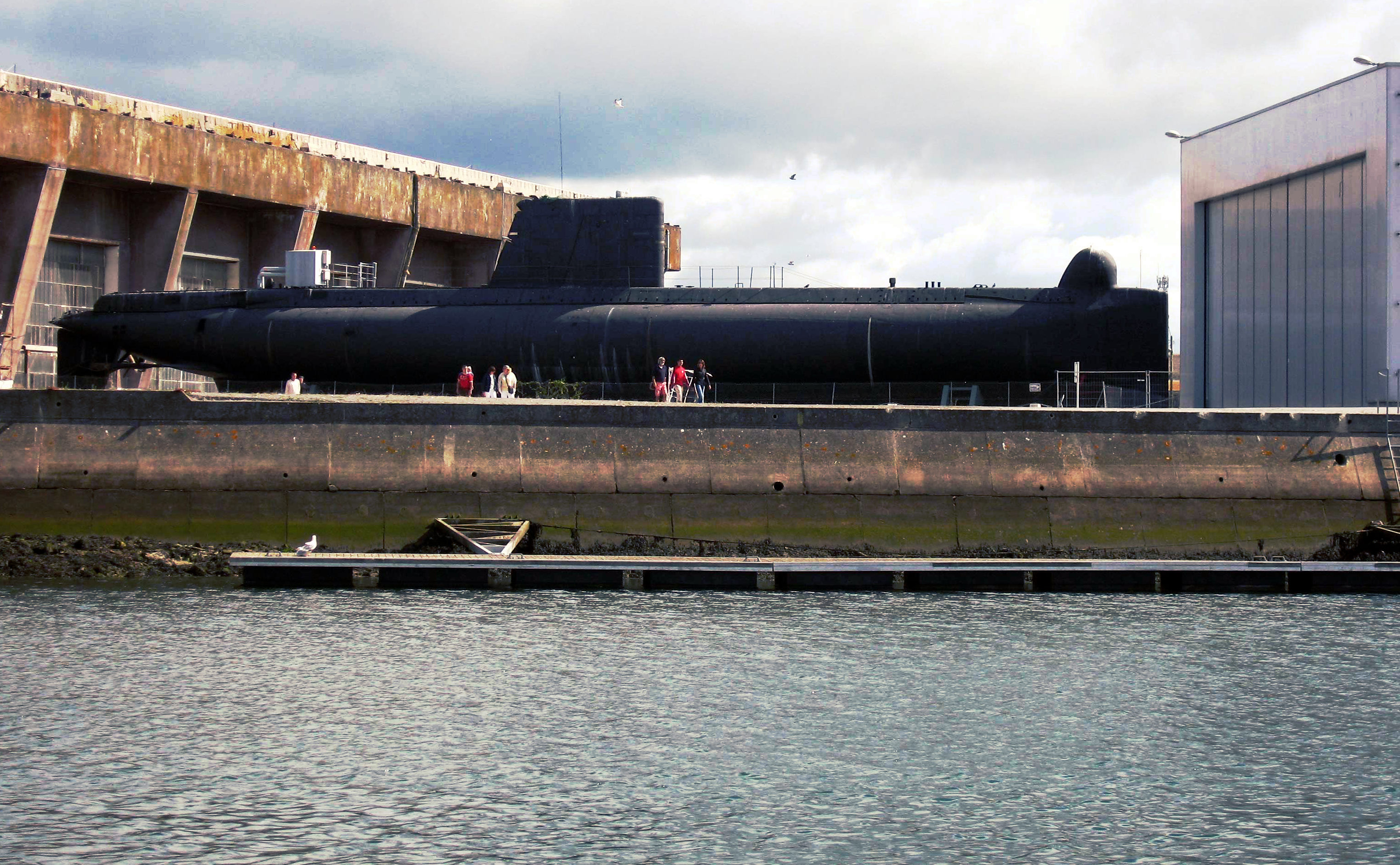
Die Flore in Lorient

Das Museum Le sous-marin Flore ist ein im Jahr 2010 um das französische U-Boot Flore (S645) der Daphné-Klasse eröffnetes Museum. Es befindet sich im U-Boot-Bunker in Lorient. Unterhalten wird das Museum gemeinsam von der Gesellschaft Sellor und dem kommunalen Zusammenschluss Lorient Agglomération.
Untergebracht ist das Museum in einem der U-Boot-Bunker in Lorient (Keroman III), der während des Zweiten Weltkrieges von den deutschen Truppen zum Schutz der deutschen U-Boote im Atlantik (Atlantikschlacht) in Auftrag gegeben wurde.
Das Museum widmet sich zunächst der Geschichte der Hafenstadt Lorient vom Mittelalter bis zur Umstrukturierung der U-Boot-Basis, welche seit 1997 mit dem Abzug der U-Boote der französischen Marine andauert. Im Folgenden wird das Leben an Bord eines U-Bootes vorgestellt. Des Weiteren wird dem Besucher anhand eines aus modernen Illustrationen und aufbereiteten Archivbildern bestehenden Filmes die Bedeutung der U-Boot-Flotten im Zweiten Weltkrieg und während des Kalten Krieges veranschaulicht. Eine Wechselausstellung schließt den musealen Teil der Besichtigung ab. Zum Schluss kann der Besucher das Innere des U-Bootes Flore besichtigen.